# Parlamentáris vita
A parlamentáris vita a vitatkozás rendszerint felsőoktatási hallgatók által gyakorolt fajtája. Elnevezése formai jegyeiből adódik.
Két csapat küzd egymás ellen, amelyekből az egyik a kormányt, a másik az ellenzéket képviseli. A kormány indítványozza az egyik napirendi pontot jóváhagyásra, az ellenzék pedig kísérletet tesz arra, hogy a Ház elnökét befolyásolva elutasítsa a kérvényt.
A vita során a két legfontosabb tényező a rögtönzés és az előadásmód. A résztvevők a vita megkezdése előtt 30 perccel tudják meg a tételt, így nem tudnak előre elkészített, jól megszerkesztett szöveget, érvrendszert használni. A rendelkezésre álló fél óra alatt kell egy strukturált, hiteles, magabiztos érvrendszert összeállítaniuk. A vitázók friss, naprakész tudása kulcsfontosságú lehet, de emellett szükségük van jó általános műveltségre, gyors gondolkodásra és kitűnő stílusra.
A csapatok két-két főből állnak: állító csapat / kormány (miniszterelnök, kormánytag); tagadó csapat / ellenzék (vezető, képviselő).
A parlamentáris vita lehet érték-, program- vagy tér-idő vita.

## A vita menete
- A miniszterelnök építőbeszéde: Napirendi pont bejelentése, összefüggések megteremtése, tételértelmezés alátámasztása érvekkel.
- Az ellenzéki vezető építőbeszéde: Ellenzék filozófiájának megfogalmazása, ellenzéki érvrendszer bemutatása, független elemzés előadása, miniszterelnök érveinek cáfolása.
- A kormánytag építőbeszéde: Áttekintés nyújtása, ellenzék független érvelésének támadása, felülvizsgálja a kormány érveit, majd új argumentumokat fogalmaz meg.
- Az ellenzéki tag építőbeszéde: Áttekinti az ellenzék filozófiáját, új szempontok és elemzések prezentálása, fő kérdések érintése, ellenzék érveinek cáfolása, a kormány letarolása.
- Az ellenzéki vezető összefoglalója: Fő kérdésekre való kitérés, elhangzottak megvilágítása új példákkal, de nem új érvekkel, dichotómiák felállítása, végkonzekvencia levonása.
- A miniszterelnök összefoglalója: Az addig felsorolt érveket felhasználva összefoglalja a vitát, döntő pontokra való kitérés, elhangzottak megvilágítása új példákkal, de nem új érvekkel, dichotómiák felállítása, végkonzekvencia levonása.)[1]